# Brian Graden
Brian Graden, född 23 mars 1963 i Hillsboro, Illinois, är en amerikansk företagsledare och producent inom TV-branschen. Han var redan som ung intresserad av TV och musik och han lärde sig själv spela piano. Graden var sedan med i bandet Ace Oxygen and the Ozones under sin tid i high school, där han spelade keyboard; bandet splittrades dock några år senare. Han studerade först vid Oral Roberts University innan han började på Harvard University. Graden blev intresserad av MTV när de först började sända och han fick under sommaren 1988 en praktikplats på Fox Broadcasting Company. Han var med om att upptäcka Trey Parker och Matt Stone under första hälften av 1990-talet och åt Graden skapade Parker och Stone den animerade kortfilmen The Spirit of Christmas under 1995. Denna kortfilm skulle sedan ligga till grund för det som skulle bli South Park. Graden har även arbetat för både MTV och VH1. 